# Jan Maas (wielrenner, 1900)

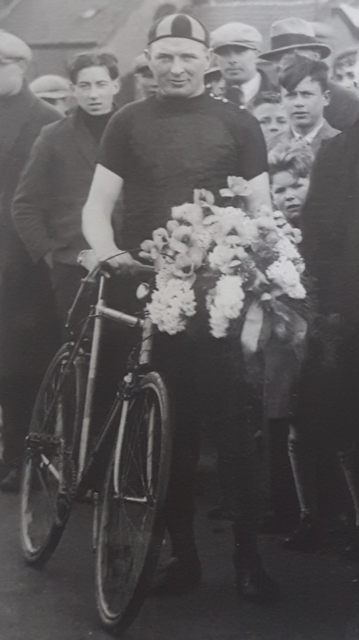
huldiging wielrenner Jan Maas

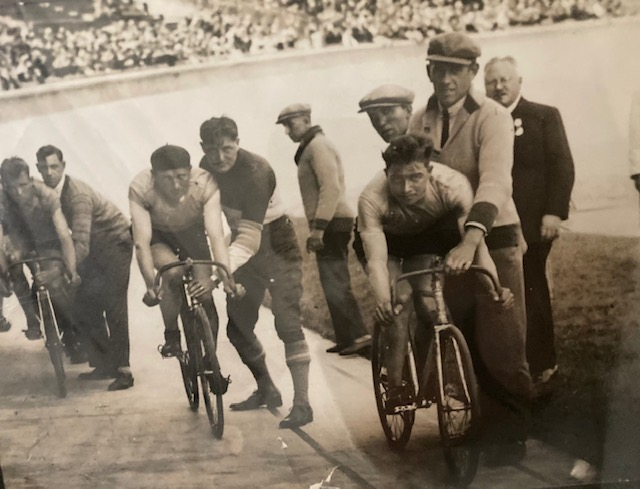
Wielrenner Jan Maas in startpositie op de wielerbaan

Johannes Leonardus (Jan) Maas (Steenbergen, 17 juni 1900 – aldaar, 5 september 1977) was een Nederlands wielrenner.

## Leven en loopbaan
Hij werd in 1929 Nederlands Amateur WegKampioen en werd in 1931 professioneel wielrenner. Hij nam tweemaal deel aan de Olympische Spelen. Jan Maas komt in 1919 voor het eerst met wielrennen in aanraking. Op 15 augustus (Maria Hemelvaart) 1919 neemt hij, op een inderhaast in elkaar gezette racefiets, deel aan een volksronde in Roosendaal. Hij wordt er tweede achter Jan Braspennincx en heeft gelijk de smaak van het wielrennen te pakken. 
Het jaar daarop in 1920 debuteert hij op Tweede Paasdag als nieuweling met een overwinning op de Raayberg wielerbaan te Bergen op Zoom. Op het einde van dat jaar wint hij in zijn woonplaats Steenbergen zijn eerste wedstrijd bij de nieuwelingen. Het gaat vervolgens erg snel met Jan Maas in zijn ontwikkeling als wielrenner. Vanaf 1921 gaat hij bij de amateurs op de baan een koppel vormen met Tonie Mazairac uit Bergen op Zoom. Een ideaal koppel: Jan de fondman en Toine de sprinter. Zij zullen in de jaren twintig, op de wielerbanen in het gehele land, tientallen koppelwedstrijden weten te winnen.
In 1922 doet Jan op de wielerbaan van Goirle een geslaagde aanval op het Nederlands uurrecord. Hij brengt het op 41km en 98m en dit record zal tien jaar stand houden! Bij het wereldkampioenschap dat jaar wordt Jan negende. In 1923 wint Jan onder meer de Rondrit West-Brabant met een ongekende voorsprong van 22 minuten, wordt hij derde bij het Nederlands kampioenschap op de weg en 19e in het wereldkampioenschap.
Op de Olympische Spelen van 1924 in Parijs maakte hij op 23-jarige leeftijd zijn olympisch debuut. Hij nam hierbij deel aan de volgende drie onderdelen: wegwedstrijd, 4 km ploegen achtervolging en 50 km tijdrit. Als amateur werd hij zesde in de ploegentijdrit op de weg, samen met Cor Heeren, Anton Gerrits en Philip Innemee. Bij de tijdrit eindigde hij op een zevende plaats. Bij de wegwedstrijd werd hij negende en eindigde hiermee op een 19e plaats met het Nederlandse team. Tijdens het onderdeel 50km op de baan hielp Jan Ko Willems aan de overwinning. 
Bij het wereldkampioenschap in 1924 werd Jan 20ste. Omdat Jan nog niet veel grote overwinningen op zijn naam had staan, maar toch een goed wielrenner was, zet Jan in 1924 zijn zinnen op het Nederlands kampioenschap, 30 km op de baan, wat in Tilburg plaatsvond. Jan won er met een ronde voorsprong!
Vier jaar later op de Olympische Spelen van 1928 in Amsterdam won hij, samen met Janus Braspennincx, Jan Pijnenburg en Piet van der Horst sr., de zilveren medaille in de ploegentijdrit op de weg.
In 1929 behaalt Jan de zo felbegeerde titel van Nederlands Amateur Kampioen op de weg te Valkenburg. Hij ontving hiervoor de "Bijzondere Prijs Winnaar Amateur Wegkampioenschap 1929" (zilveren beker) ter nagedachtenis aan C Witteveen, zie bijgeplaatste foto's. Jan Maas was erg trots op deze prijs.
In 1929 behaalt Jan de zo felbegeerde titel van Nederlands Amateur Kampioen op de weg te Valkenburg. Hij ontving hiervoor de "Bijzondere Prijs Winnaar Amateur Wegkampioenschap 1929" (zilveren beker) ter nagedachtenis aan C Witteveen, zie bijgeplaatste foto's. Jan Maas was erg trots op deze prijs.
In 1929 opent Jan Maas een rijwielzaak in Steenbergen en weet deze zaak tot grote bloei te brengen. Omdat Jan en zijn vrouw kinderloos zijn gebleven heeft Jan later deze zaak voortgezet naar zijn neef Ton Maas, zoon van zijn broer Kees Maas. In 1930 stapt Jan over naar de onafhankelijken in welke categorie hij in 1931 tweede wordt in het Nederlands kampioenschap op de weg.
In 1934 stapt Jan definitief af, hij heeft een schitterende carrière gekend met tientallen overwinningen op de weg en de baan.  Jan was een gevierd wielrenner en genoot grote bekendheid, ook in België. Tijdens bezoeken aan de wieler-zesdaagse in het  Antwerpse Sportpaleis werd Jan door velen herkend en werd er door de speaker omgeroepen dat Jan Maas aanwezig was.

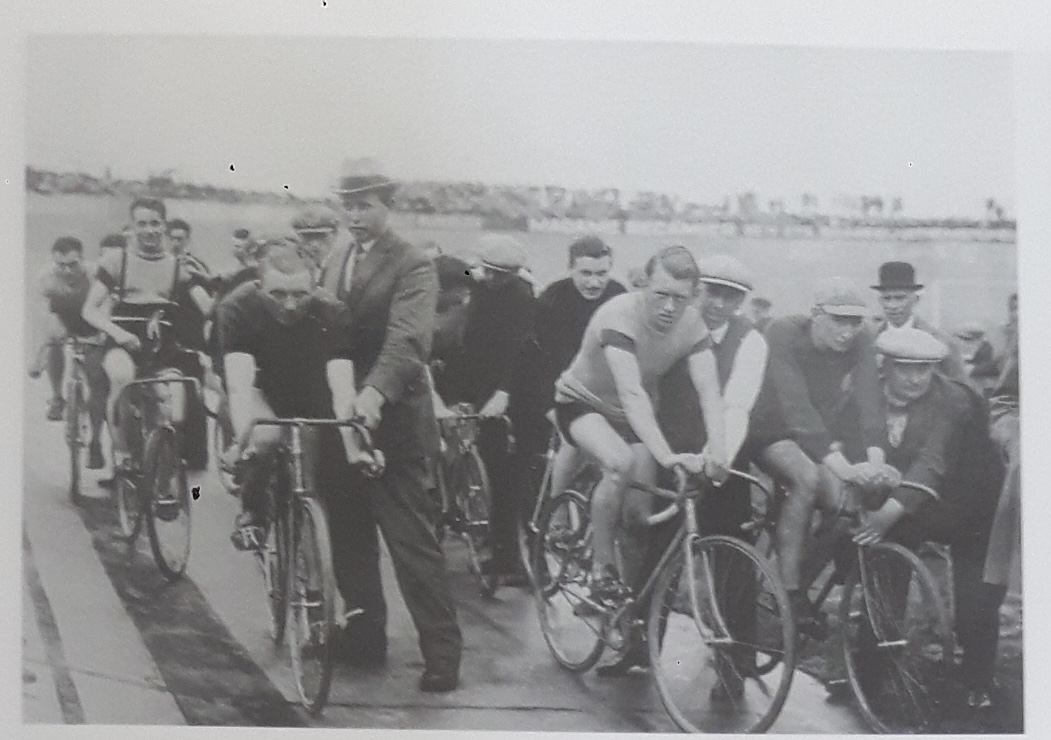
Wielrenner Jan Maas met naast zich zijn broer Kees Maas (met hoed)

## Palmares
- 1920: Raayberg overwinning te Bergen op Zoom bij de nieuwelingen
- 1922: Nederlands uurrecord (houdt 10 jaar stand)
- 1923: Rondrit West-Brabant
- 1924: 19e Olympische Spelen (weg)
- 1924: 7e Olympische Spelen (4000 m ploegenachtervolging)
- 1924: Nederlands Kampioen 30km op de baan (met een ronde voorsprong gefinished)
- 1927: 3e in 4e etappe Olympia's Tour
- 1928:  Olympische Spelen (4000 m ploegenachtervolging)
- 1929: NK op de weg voor amateurs
- 1931: 1e in Steenbergen

Jan Maas was lid van de Club van 48 (De Club 48 is vernoemd naar het jaar 1948. In dat jaar wist Gerrit Schulte in het Olympisch Stadion van Amsterdam de wereldtitel op het onderdeel achtervolging te winnen door de Italiaan Fausto Coppi te verslaan. Het idee voor de Club 48 is ontstaan bij de wereldkampioenschappen op de weg in 1948.)